# Lalling (Malgersdorf)
Lalling ist ein Weiler mit 33 Einwohnern in der Gemeinde Malgersdorf im niederbayerischen Landkreis Rottal-Inn.

## Geografie und Verkehrsanbindung
Lalling ist über die B20 und die Ortsstraßen „Galleck“ und „Lalling“ an das bayerische Straßennetz angeschlossen.